# Balkanski bor
Pinus peuce (makedonski bor ali balkanski bor ) (srbohrvaško/makedonsko молика, molika; bolgarsko бяла мура, Byala mura) je vrsta bora, ki izvira iz gora Makedonije, Bolgarije, Albanije, Črne gore, Kosova, skrajemi jugozahodu Srbije in skrajni sever Grčije. Običajno rastejo na (600 – 1000) – (2200 - 2300) m nadmorske višine. Na tem območju pogosto doseže gozdno mejo. Zrela velikost je do 35–40 m višine in 1,5 m premera debla. Vendar pa se višina drevesa močno zmanjša blizu zgornje gozdne meje in lahko celo doseže velikost grma.
Je član skupine belega bora, Pinus subgenus Strobus, in tako kot vsi člani te skupine so listi -  iglice v snopih po pet, z listnatim ovojem. Dolgi so 6–11 cm. Borovi storži so večinoma dolgi 8–16 cm, včasih tudi do 20 cm, sprva zeleni, ko dozorijo, postanejo rumeno-rjavi, s širokimi, ravnimi do navzdol zakrivljenimi luskami. 6–7 mm dolga semena imajo 2 cm krila in jih lahko raznaša veter, zelo pogosto pa jih raznašajo tudi krekovti.

## Raba
Balkanski bor je ena najdragocenejših vrst iglavcev na Balkanskem polotoku. Njegov trpežen les je zelo cenjen v gradbeništvu, izdelavi pohištva, rezbarstvu in sodarstvu. Drevo se izredno dobro prilagaja tudi hudim gorskim podnebnim razmeram, zaradi česar je dragocena vrsta za pogozdovanje na visokih terenih za zaščito pred erozijo. Lokalno prebivalstvo uporablja smolo P. peuce za zdravljenje ran, prsnih, kožnih in želodčnih bolezni, krčnih žil in drugih bolezni.
Balkanski bor je tudi priljubljeno okrasno drevo v parkih in velikih vrtovih, ki daje zanesljivo stabilno, a ne hitro rast na številnih rastiščih. Zelo dobro prenaša hud zimski mraz, vzdrži vsaj do -45 °C in tudi izpostavljenost vetru. Lokalno je naturaliziran v Punkaharju na vzhodu Finske.
Tako kot drugi evropski in azijski beli bori je tudi balkanski bor zelo odporen proti rjavi lupini belega bora (Cronartium ribicola Ta glivična bolezen je bila po naključju vnesena iz Evrope v Severno Ameriko, kjer je na številnih območjih povzročila hudo smrtnost ameriških avtohtonih belih borov (npr. zahodnega belega bora (Pinus monticola), sladkornega bora (Pinus lambertiana), belega bora (Pinus albicaulis)). Balkanski bor je zelo pomemben za raziskave hibridizacije in genske modifikacije za razvoj odpornosti proti rji pri teh vrstah; hibridi z zelenim borom podedujejo nekaj odpornosti.

## Drugo
Sinonimi vključujejo Pinus cembra var. fruticosa Griseb.,  Pinus excelsa var. Peuce (Griseb.) Beissn, Pinus peuce var. vermiculata Christ in balkanski bor.